# Памятная юбилейная медаль «70 лет Президентскому полку»
Па́мятная юбиле́йная меда́ль «70 лет Президе́нтскому полку́» — ведомственная медаль ФСО России, учреждённая приказом ФСО РФ № 491 от 12 декабря 2005 года.

## Описание медали
Медаль изготавливается из томпака золотистого цвета; имеет форму круга диаметром 32 мм с выпуклым бортиком с обеих сторон. На лицевой стороне медали в центре — многоцветное изображение эмблемы Президентского полка СКМК ФСО России. Изображение на медали рельефное. На оборотной стороне медали надпись заглавными буквами — «70 ЛЕТ ПРЕЗИДЕНТСКОМУ ПОЛКУ». Надпись по окружности окаймлена лавровым венком. В верхней части разрыва венка расположена цифра «70», в нижней части медали по окружности дата «1936 — 2006». Все изображения и надписи на медали рельефные.
Медаль при помощи ушка и кольца соединяется с пятиугольной колодкой, обтянутой васильковой шёлковой муаровой лентой шириной 24 мм. По краям ленты белые 1-мм полоски, в середине 2-мм красная полоса.